# G7e torpedó
A G7e torpedó a német haditengerészet (Kriegsmarine) egyik kiváló fegyvere volt amely elődjei sok hibájának kijavításából született.

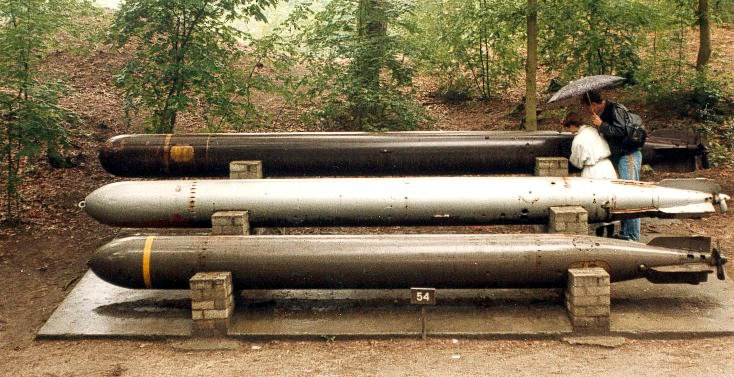
A háború legjelentősebb torpedói a G7e középen.

## Leírása
Elektromos meghajtásának köszönhetően a G7e kiküszöbölte elődje, a G7a torpedó egyik legnagyobb hibáját, a gőzmeghajtás miatt feltűnőséget. A kezdeti
hibák orvoslása után a G7e torpedók a tengeralattjárók alapvető fegyverévé vált. A Harmadik Birodalom tengeralattjárói sok hajót süllyesztettek el ezzel a típussal.
A G7e további előnye volt a Kriegsmarine standard gőztorpedójához képest, hogy egyszerűbb volt gyártani. Míg a G7a gőztorpedókat a háború kitörésekor 3730 munkaórába került legyártani, az elektromos G7e torpedókat 1255 munkaóra alatt le lehetett gyártani.

## T3d Dackel
A G7e torpedón alapuló egyik verzió a T3d Dackel volt. Ez egy alacsony sebességgel haladó, de igen nagy hatósugarú torpedó volt. A típus 9 csomós sebességgel haladva képes volt 57 kilométert megtenni.

A típust kikötők támadására fejlesztették ki és először a normandiai hídfő ellen alkalmazták 1944 nyarától. Összesen 300 darab készült, amiből valószínűleg 80-90 darabot lőttek ki.

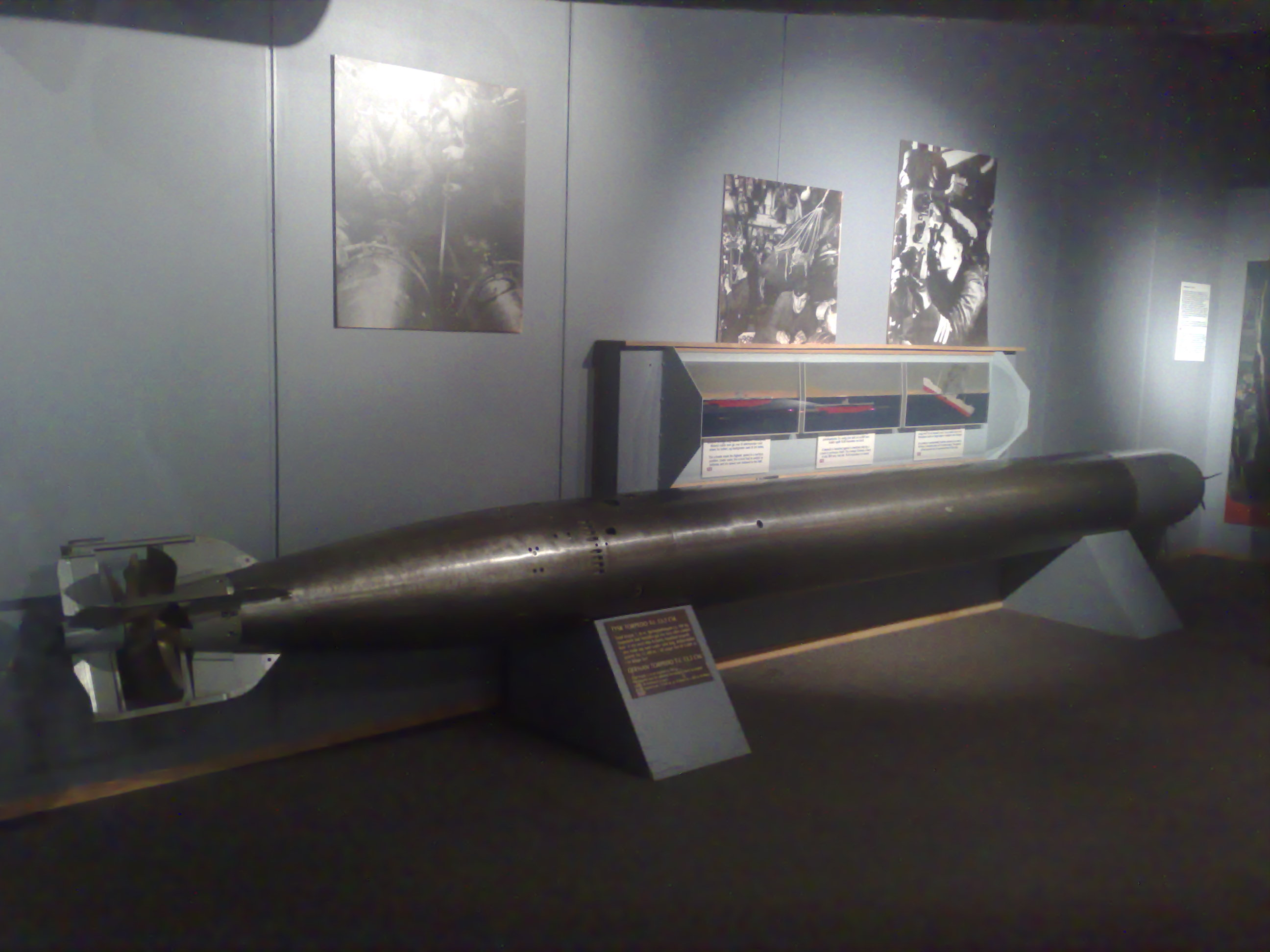
A G7e elődje a G7a torpedó